# Ville di Livorno

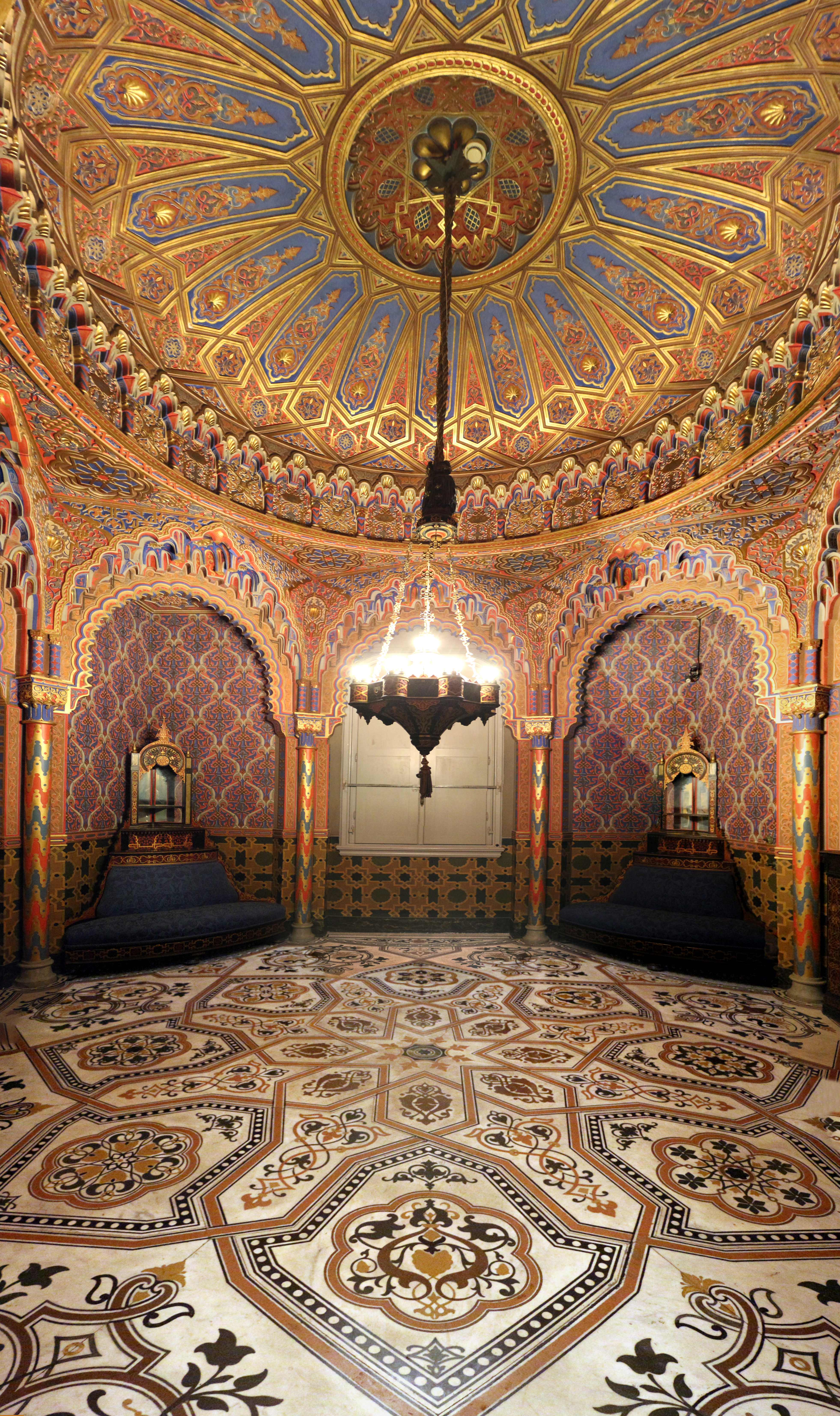
La Sala Moresca di villa Mimbelli

Lista delle principali ville di Livorno, suddivise per località.

## Storia
Le ville di Livorno costituiscono un'importante testimonianza storica e architettonica della storia cittadina. Già dal XVI secolo sono diverse le ville costruite nella campagna per diporto, caccia o semplice residenza estiva. Tra le più antiche si ricorda il "Palazzotto" di Stagno, concepito in forma fortificata come casino di caccia dei Medici.
A partire dal XVIII secolo, parallelamente all'introduzione di un regime fiscale che favoriva i possedimenti in campagna a discapito di quelli in città, il circondario di Livorno divenne una rinomata meta di villeggiatura.
Non a caso Carlo Goldoni ambientò sul vicino colle di Montenero le sue celebri commedie sulla villeggiatura, mentre il letterato scozzese Tobias Smollett trascorse l'ultimo periodo della sua vita nella villa della famiglia Gamba, ad Antignano.
Anche George Byron soggiornò a Livorno, dove affittò la villa che Francesco Dupouy possedeva nei pressi di Montenero.
Numerose infatti erano le residenze signorili ubicate nei dintorni di Livorno, a margine della città fortificata e dei cosiddetti borghi suburbani; spesso erano proprietà dei ricchi mercanti appartenenti a quelle "Nazioni" richiamate a Livorno sin dalla fondazione della città medicea.
Tuttavia, alcune di esse hanno perso nel tempo il loro ruolo di residenza di campagna, essendo state inglobate nei quartieri cittadini: è il caso ad esempio di Villa Fabbricotti, il cui parco fu oggetto di una parziale lottizzazione avviatasi negli anni 1930.

## Ville in città

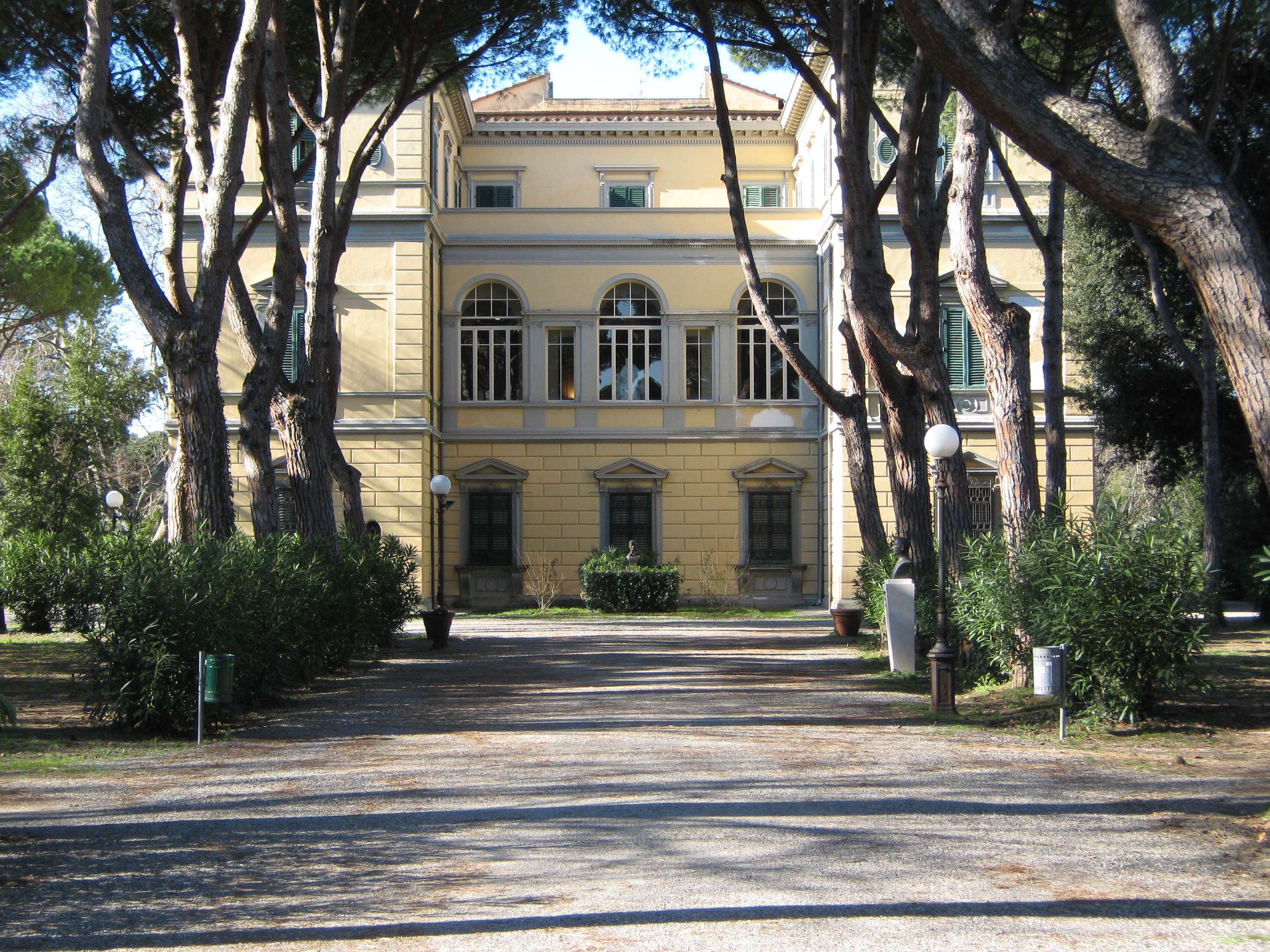
Villa Fabbricotti

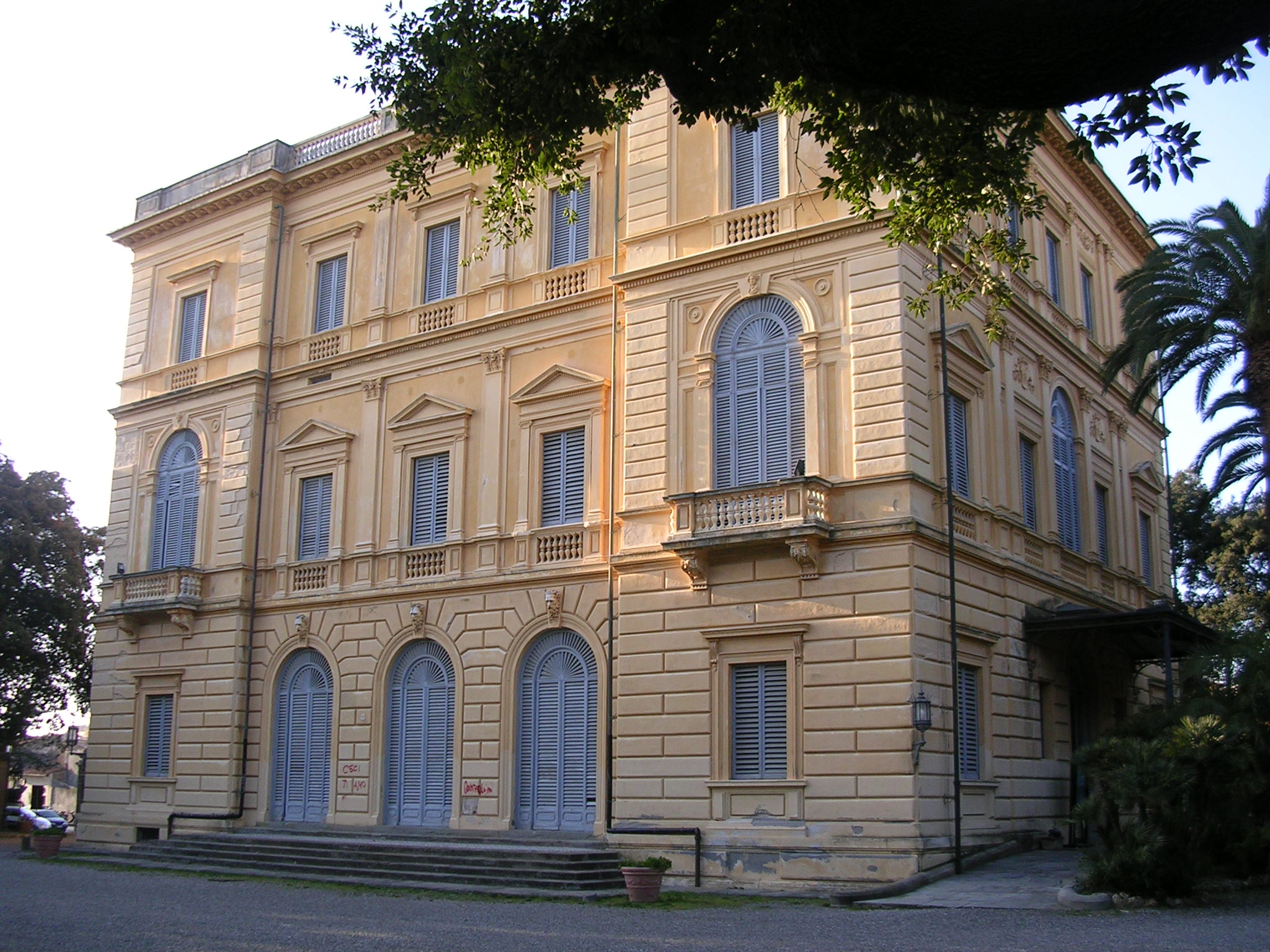
Villa Mimbelli

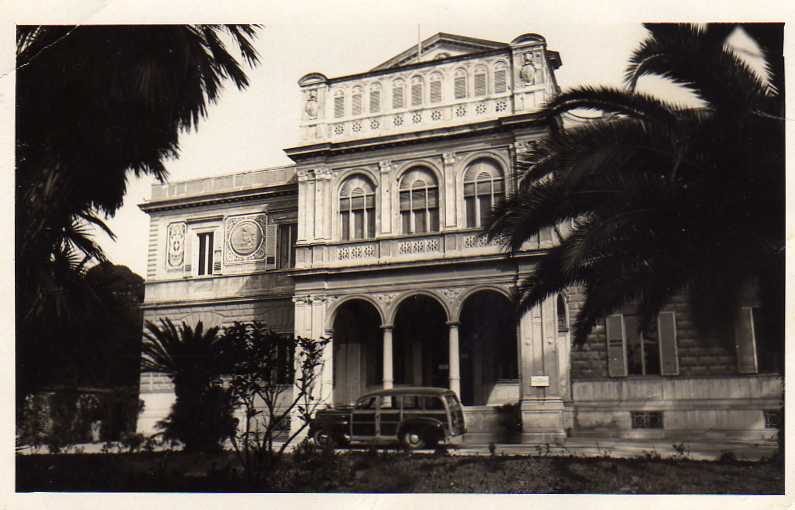
Villa Attias (scomparsa)

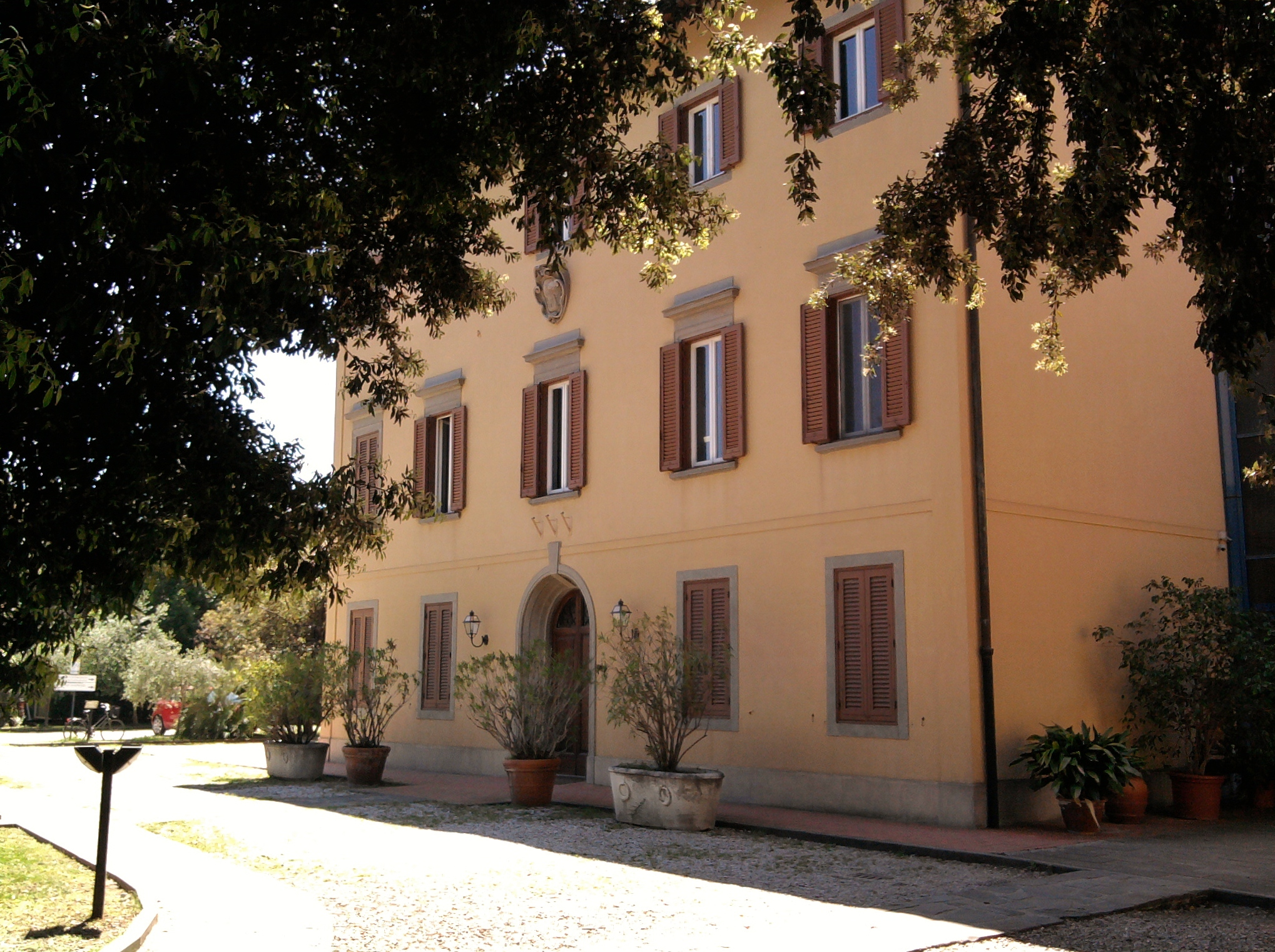
Villa Henderson

- Villa Aghib: ubicata nella zona di via Montebello e oggi ridotta ad un rudere, risale al XVIII secolo e fu costruita per volere di Jacob Aghib. Completamente trasformata negli interni, una volta completamente affrescati, di recente è stata suddivisa in appartamenti.[2]
- Villa Attias: oggi scomparsa, sorgeva in pieno centro cittadino, dove oggi si apre piazza Attias. La villa, di origini settecentesche, fu ampiamente rimaneggiata negli anni 1870, ma dopo il 1968 fu demolita per far posto ad alcuni vasti complessi edilizi. La piazza antistante ne mantiene il nome.[3]
- Villa Borsi: si trova in via dell’Ambrogiana e la prima notizia certa risale al 1782. Era corredata di pubblica cappella posta sull'angolo della via. Apparteneva al conte Finocchietti che la usò per la sua famiglia come residenza estiva. Tipico esempio di residenza signorile settecentesca toscana, l'edificio rivela nelle sue linee semplici un gusto raffinato e classicheggiante, seppure con gli apporti barocchi del suo tempo, evidenziato nel timpano della facciata e nelle decorazioni di ornato in marmo. L'ingresso principale è in asse con la porta posteriore che si affaccia sul grande giardino, innescando un proporzionato equilibrio tra le volumetrie della villa ed il verde circostante. Interessante l'imponente cancello d'ingresso. Il parco che si trova sul lato ovest, confinante con la villa Cardinali Micheli al quale era collegata da un ingresso interno ai parchi, possedeva un doppio filare di palme, distrutte dalla gelata dei primi anni del 1980.  Oltre la cappella e ai vari edifici posti a ridosso dei muri di cinta, nella zona sud si trovava una fontana di marmo di Carrara. Nel parco, abitato da decine di tartarughe centenarie, vi era anche una storica voliera. La villa passò in eredità alla famiglia Borsi a inizio dell’Ottocento.[3]
- Villa Cheloni: si apre col suo imponente ingresso sul tratto rettilineo della via dell'Ambrogiana. È ritenuta una delle ville storiche più eleganti e signorili della zona. Il conte Gaetano Cheloni ne divenne proprietario nel 1864. Dall'ingresso si apre in prospettiva un breve viale circondato da piante ed alberi secolari che si biforca davanti alla villa con un'ampia aiuola centrale. La villa si rivela come un corpo rettangolare e massiccio su due piani in uno stile estremamente semplice e sobrio, ma non privo di quelle piccole decorazioni delle cornici e delle lunette che ne ornano le finestre del piano nobile, che riflettono l'eleganza e la dignità dell'edificio. Al centro della facciata si apre un balcone con una ricca ringhiera in ghisa. L'interno, viceversa, era ricco e curato anche con un'ornamentazione plastica e pittorica, rappresentata da stucchi, affreschi con soggetti floreali, pavimenti a mosaico, porte con legni intarsiati, vetrate colorate, ampi saloni di rappresentanza. Dopo anni di semiabbandono la villa è ritornata in un'unica proprietà e restaurata.
- Villa Ciano nei Virgilo: ubicata in via Cecconi, costruita nel 1850, appartenuta a Raimondo Ciano, padre di Costanzo, Alessandro e Arturo Ciano. Arturo abitò la villa fino alla sua morte. La villa presenta ancora alcune interessanti decorazioni e una facciata con timpano e terrazza sorretta da quattro colonne.

- Villa Dello Strologo: posta nelle adiacenze della Villa Maria, fu costruita su progetto di Piero Bottoni tra il 1934 ed il 1935. Si tratta di un edificio che si richiama ai modelli del razionalismo europeo.
- Villa Desguigues: del suo ingresso, in via dell'Ambrogiana, rimangono solo pochi resti. mentre il viale d'accesso è diventato strada pubblica. Probabilmente, la villa, ancora esistente, fu costruita nel Seicento dal capitano Sante Franceschi, proprietario di tutta la zona. Nel XVIII secolo fu abitata da Filippo Desguigues. Dopo vari passaggi di proprietà, passò a Innocenzo Benci, parente del letterato Antonio Benci. In seguito appartenne ad altre famiglie; ad esempio, nel 1928 risulta intestata a Giovan Battista Paolieri, fondatore del noto stabilimento balneare a Quercianella. La villa è ricordata anche per il soggiorno che vi ebbe Francesco Domenico Guerrazzi negli anni caldi del Risorgimento. In occasione dell'invasione austriaca del 1849, presso la villa ci fu un breve scontro tra una colonna austriaca ed alcuni contadini del luogo che uccisero un ufficiale e ferirono alcuni soldati. Per ritorsione gli Austriaci fucilarono i custodi della villa, e poiché i detti custodi avevano prudentemente sotterrato nel giardino tutta l'argenteria dei padroni, questi non furono più in grado di ritrovarla.[4]
- Villa Fabbricotti: l'edificio si fa risalire a un'antica residenza medicea (Villa dell'Imbrigiana o Ambrogiana) del 1660 poi ceduta alla famiglia Franceschi. L'aspetto attuale risale alla seconda metà dell'Ottocento, quando Vincenzo Micheli, su incarico del nuovo proprietario, l'industriale Bernardo Fabbricotti, trasformò l'edificio preesistente in una sontuosa dimora signorile. È circondata da un grande parco, ora pubblico, in gran parte ridotto per le lottizzazioni urbanistiche del nuovo quartiere circostante "Fabbricotti". L'estensione del parco è ancora intuibile dai superstiti viali di accesso (via Accademia Labronica, viale dei Pini, va Bartolena).
- Villa Henderson: sorge in via Roma e ospita dagli anni 1980 il Museo di storia naturale del Mediterraneo. Deve il nome al capitano marittimo scozzese George Henderson che nel 1917 acquistò l'antica dimora, già proprietà, alla fine del Settecento, di Antonio Orlandi.[5]
- Villa Maria: nel XIX secolo, dopo essere appartenuta ai fiorentini Capponi, passò alla famiglia Rodocanacchi e subì notevoli ampliamenti, con la costruzione, dopo la metà del medesimo secolo, di un castelletto all'ingresso lungo la via Calzabigi. Fu donata al comune nel 1962 dalla famiglia Lazzara, che vi aveva impiantato la propria attività commerciale di lavorazione del corallo, e oggi ospita alcuni locali della Biblioteca Labronica. Il vasto parco si estendeva lungo la via Calzabigi fino a Via delle Grazie, quando negli anni trenta del XX secolo fu progressivamente lottizzato con condomini e ville.[6]
- Villa Mimbelli: costruita da Vincenzo Micheli per Francesco Mimbelli tra il 1865 ed il 1875, oggi ospita il Museo civico Giovanni Fattori, mentre i vicini granai sono destinati all'allestimento di mostre temporanee.[7]
- Villa Perti: risalente al Settecento, appartenne al negoziante inglese Robert Bateman. Nell'ultimo scorcio del medesimo secolo fu affrescata dal Terreni. Nel 1899, dopo vari passaggi di proprietà, passò ai Perti. Il 26 ottobre 1921 nel vasto parco, caratterizzato da imponenti palmeti, Benito Mussolini, ancora deputato socialista, vi sfidò a duello con la spada il compagno di partito Francesco Ciccotti Scozzese, direttore de "Il Paese". Fu poi sede della caserma della polizia stradale dagli anni 1950 fino agli anni 1980 quando fu venduta a privati.
- Villa del Presidente: in via Marradi, in origine appartenne a diversi esponenti delle Nazioni che animarono Livorno tra il Seicento e l'Ottocento, per poi passare ad Achille e Aristide Nardini Despotti Mospignotti, che la cedettero alla Provincia di Livorno nel 1889. È stata sede dell'Istituto musicale "P. Mascagni".
- Villa Pozzi: è adiacente alla villa Borsi, in via dell'Ambrogiana. D'origini antiche, risulta già essere esistente nel XVII secolo.
- Villa Queirolo: oggi scomparsa, si trovava a lato dell'Hotel Palazzo. Risaliva ai primi anni del Novecento ed era residenza del direttore dello stabilimento termale Acque della Salute.
- Villa Regina: era situata lungo la via dei Cappuccini, dove, nel Settecento si trovava una vigna che Luigi Lorenzi lasciò in eredità a Joseph Miranda Leone. Su questo terreno, tra il 1767 ed il 1782 fu costruito il nucleo originario della villa. L'edificio fu completamente trasformato nel 1936 sulla base del gusto eclettico. Nel dopoguerra la villa divenne sede del PCI e nel 1975 fu venduta ed abbattuta per la costruzione di imponenti condominii, mentre il parco divenne proprietà comunale.[8]
- Villa Rodocanacchi: fu voluta dalla famiglia Rodocanacchi intorno alla metà dell'Ottocento ed in seguito passò anche ai Chayes, industriali del corallo e proprietari anche di una villa sul lungomare d'Antignano. Si trova in via Calzabigi. Al nome dei Rodocanacchi, proprietari anche della suddetta Villa Maria, è legata anche una vasta residenza sul colle di Monterotondo. Denominata "Villa Pia" è proprietà privata.[9]
- Villa Tavani: è uno dei migliori esempi di architettura razionalista a Livorno. Fu progettata nel 1936 dall'architetto Giancarlo Palanti. È situata nei pressi della Villa Dello Strologo. Molto interessante il giardino riprogettato negli anni sessanta. Fu costruita su un lotto dell'antico parco di Villa Maria.
- Villa Valsovano: ubicata sulla via del Fagiano, fu edificata nel Settecento e sul finire del medesimo secolo passò alla famiglia Valsovano. Nel 1793 la villa fu dotata di cappella pubblica, poi demolita. Tra il 1819 ed il 1821 la villa fu residenza del poeta Percy Bysshe Shelley. Attualmente circondata da moderni condominii ha perduto l'intero parco circostante e risulta frazionata in varie proprietà.[10]

## Ville di Antignano
Ville di Antignano

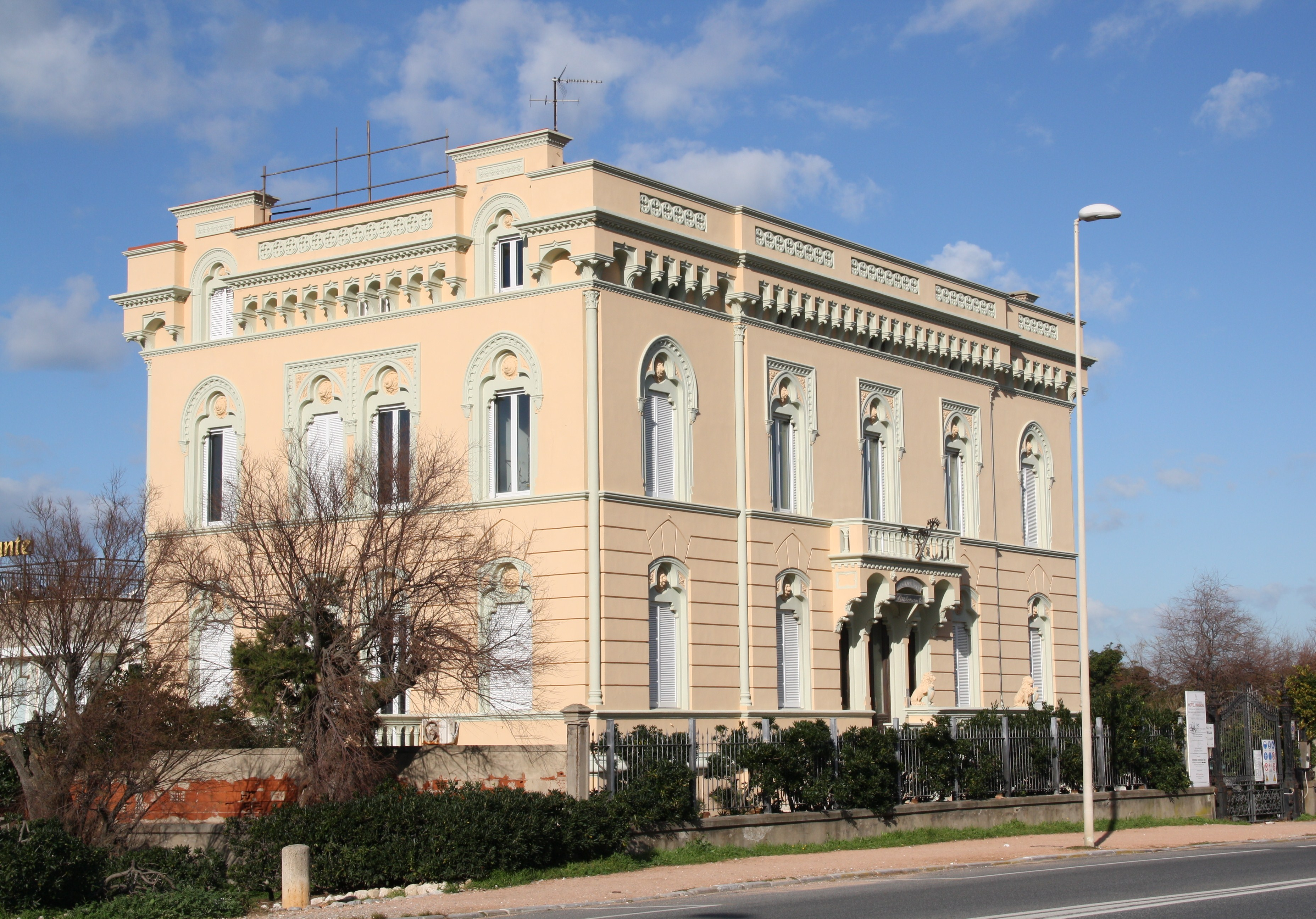
Villa Chayes o Campari

- Villa Peyron: è situata sul viale di Antignano. Fu progettata secondo i canoni dello stile georgiano che nacque in antitesi al barocco. Residenza estiva della famiglia Peyron che possiede un'omonima villa nei pressi di Firenze.
- Villa Baiocchi: è situata su una piccola scogliera a picco sul mare. Fu progettata secondo i canoni del Razionalismo italiano intorno alla metà degli anni trenta del Novecento.
- Villa Barsanti: nota anche col nome di Villa Menicanti, fu costruita per l'avvocato Barsanti. Si trova sul lungomare di Antignano e nella sua architettura riprende i motivi cinquecenteschi. Edificata nel 1903, la parte posteriore è frutto di una ricostruzione attuata nel corso di un restauro portato avanti negli anni novanta del XX secolo. Nella ristrutturazione è scomparsa la pineta che la circondava.[11]
- Villa Campari: meglio conosciuta come Villa Chayes o Villa Carolina, è in stile neogotico e si trova nei pressi della Villa Barsanti. È l'unico edificio privato posto sul lato del mare della passeggiata pubblica. Originariamente era una casa colonica, ma nei primi del Novecento fu acquistata dai fratelli Guido e Adolfo Chayes, industriali livornesi del corallo, che apportarono importanti modifiche; furono proprietari anche di un'altra importante villa in via San Jacopo in Acquaviva (Villa Marina). Oggi ospita una struttura alberghiera.[12]
- Villa Gamba: in località Il Giardino, sopra Antignano, sorge sui resti di un fabbricato mediceo. Tra il 1769 e il 1771 ospitò Tobias Smollett e nel 1820 passò di proprietà alla famiglia Gamba che vi apportò notevoli cambiamenti.
- Villa La Banditella: munita di una cappella e un tempo circondata da un grande parco, oggi la villa è stata circondata da moderne costruzioni che hanno completamente stravolto l'aspetto originario della tenuta. Nel 1874 vi dimorò il futuro papa Leone XIII.
- Villa Malenchini: appartenne a Giuseppe Malenchini, sindaco di Livorno, che la fece costruire intorno al 1880 all'inizio del lungomare antignanese.[13]
- Villa Mascagni: in viale d'Antignano; è una piccola palazzina che fu proprietà di Pietro Mascagni; fu costruita nel 1916 e qui il maestro livornese compose la Lodoletta.[14]
- Castello del Boccale: voluto sul finire del XIX secolo dalla marchesa Eleonora Ugolini, ingloba una torre medicea del XVI secolo. L'aspetto attuale si deve alla famiglia Whitaker-Ingham.

## Ville di Ardenza
Ville di Ardenza

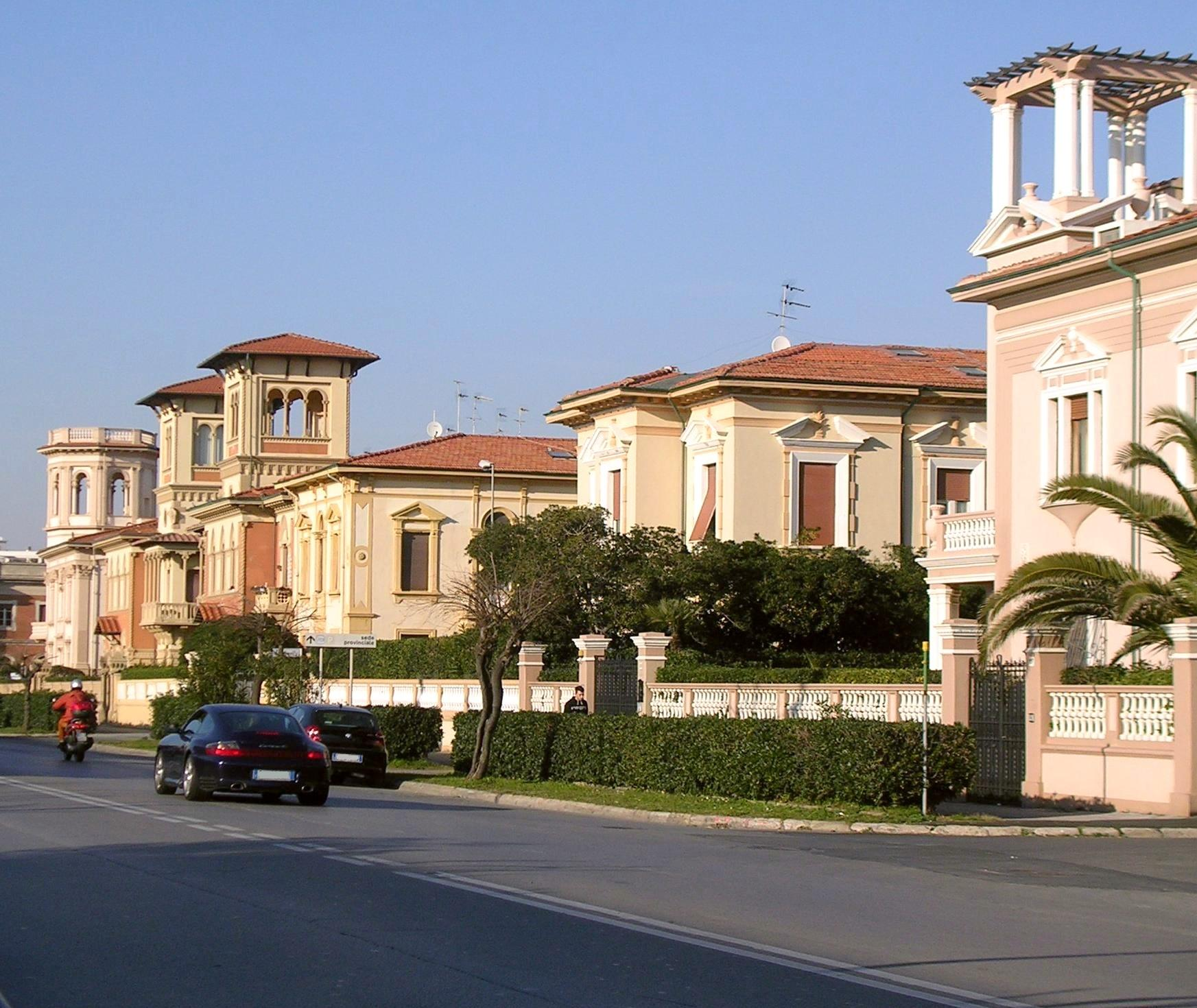
Villini eclettici presso l'Accademia Navale

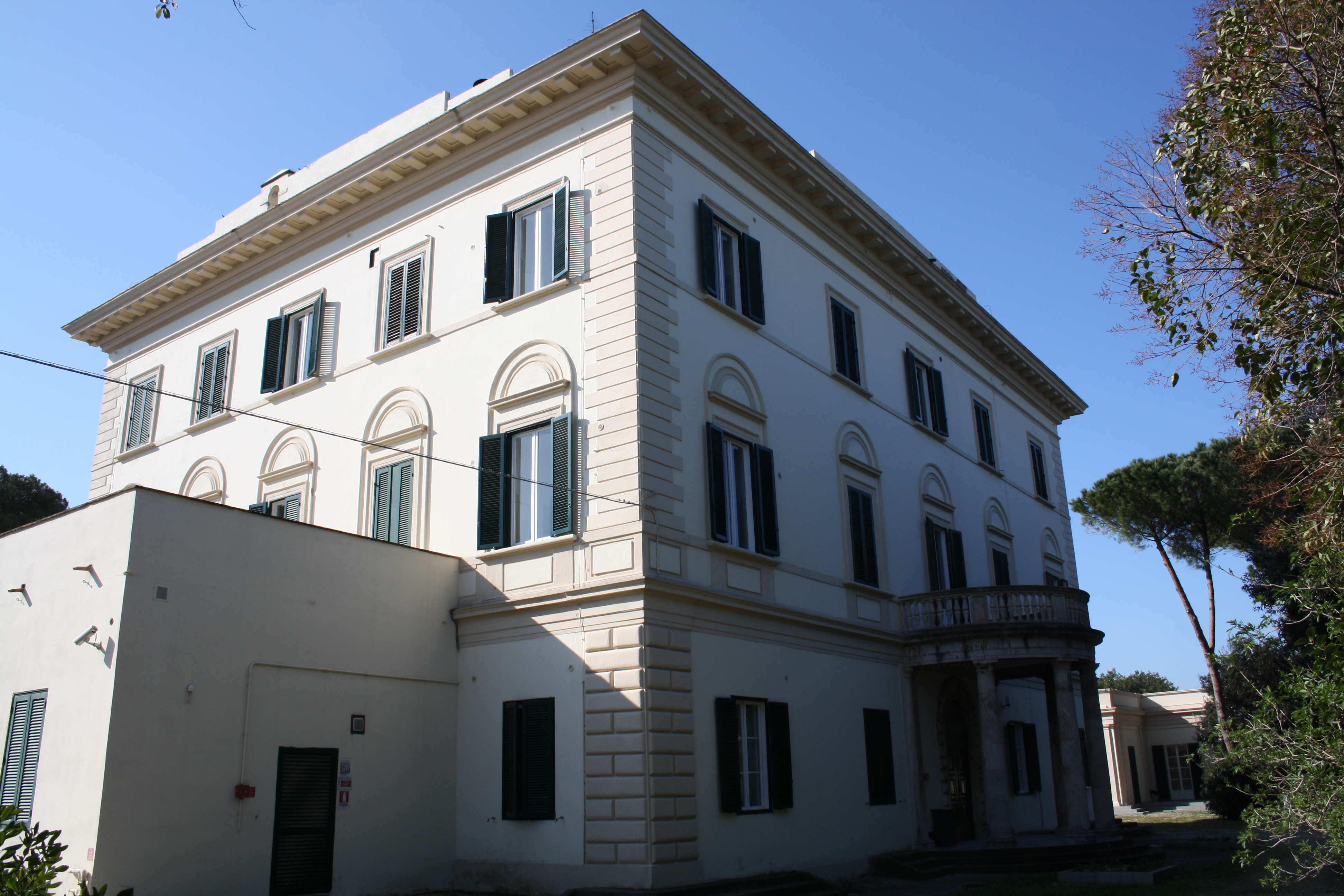
Villa Letizia

- Villa Arcangioli: in stile razionalista, si deve al progetto di Giorgio Gianfranceschi che la realizzò, intorno al 1939, sul lungomare tra l'Accademia Navale e il borgo di Ardenza su un lotto ricavato dall'antico parco di "Villa Letizia".
- Villa Boretti: non più esistente, era ubicata sulla Rotonda d’Ardenza, presso un'antica torre medicea. La villa fu costruita nel XIX secolo, ma fu demolita negli anni 1930 per far posto a una tribuna del circuito di Montenero. La vicina torre medicea fu abbattuta durante la seconda guerra mondiale.
- Villa Donokoy: è un grande edificio ottocentesco su due piani posto in via del Parco e caratterizzato solo da un esteso balcone sorretto da mensole. Nel 1888 appartenne a Francesca Armosino, ultima moglie di Giuseppe Garibaldi e, nel 1894, passò al figlio Manlio Garibaldi, che aveva deciso di frequentare l'Accademia Navale; dopo la morte di quest'ultimo, passò agli eredi (tra cui Menotti Garibaldi) e dal 1924 fino al dopoguerra, a Clelia Garibaldi che restò unica proprietaria dell'immobile fino alla morte.[15]
- Villa Chiesa: così come l'adiacente Villa Arcangioli, questa residenza fu realizzata su disegno del medesimo Gianfranceschi tra il 1938 ed il 1939 durante la parziale lottizzazione del parco di Villa Letizia.
- Villa Gioli: innalzata da Giuseppe Gioli nel 1873, si trova in via Pacinotti; successivamente passò a Sanromerio Giobatta che apportò consistenti modifiche all'architettura dell'edificio che ne caratterizza tuttora l'aspetto.[16]
- Villa Kutufà: in via del Mare; in via del Mare, fu costruita nella prima metà dell'Ottocento da Luigi Kutufà e appartenne anche a Eugenio Sansoni, sindaco di Livorno.[17]
- Villa Letizia: fu costruita nell'Ottocento sui terreni del principe polacco Stanislao Poniatowsky e suoi figli, ma successivamente, dopo essere stata proprietà della famiglia Vitelleschi, fu acquistata dai Cave Bondi (1873). Questi nel 1894 cedettero parte del parco per la realizzazione di un ippodromo. Nel 1925 fu ceduta alla società immobiliare “Letizia”.
- Villa Montanelli: situata presso la Rotonda d'Ardenza, è caratterizzata da un'imponente facciata neoclassica in calcare bianco. Fu costruita nella seconda metà del XIX secolo.[18]
- Villa Ombrosa: è una delle prime costruzioni che si incontrano sulla strada che conduce da Ardenza a Montenero. La villa, circondata da un grande parco, appartenne a Filippo Freccia nel XVIII secolo.[19]
- Villa Sansoni, in via San Martino; appartenne al primo sindaco di Livorno.
- Villa Trossi Uberti: in via Ravizza; sorse intorno al 1889, appartenne all'omonima famiglia e successivamente fu lasciata al Comune da Corinna Trossi Uberti con l'obbligo di istituirvi un'accademia. Nella villa ci sono i ritratti di Corinna Trossi e Dino Uberti e di sua madre realizzati dal pittore Vittorio Cavalleri e alcuni dipinti eseguiti Dino Uberti stesso. È circondata da un parco di tipo romantico di fronte alla entrata della villa c'è un elegante fontana opera di Valmore Gemignani con un gruppo faunesco in bronzo.
- Villini presso l'Accademia Navale: si tratta di edifici di gusto eclettico, nei quali confluiscono elementi rinascimentali, gotici, romanici e persino moreschi; furono costruiti intorno agli anni trenta del XX secolo su disegno di Fosco Cioni.

## Ville di Montenero e dintorni
Ville di Montenero e dintorni

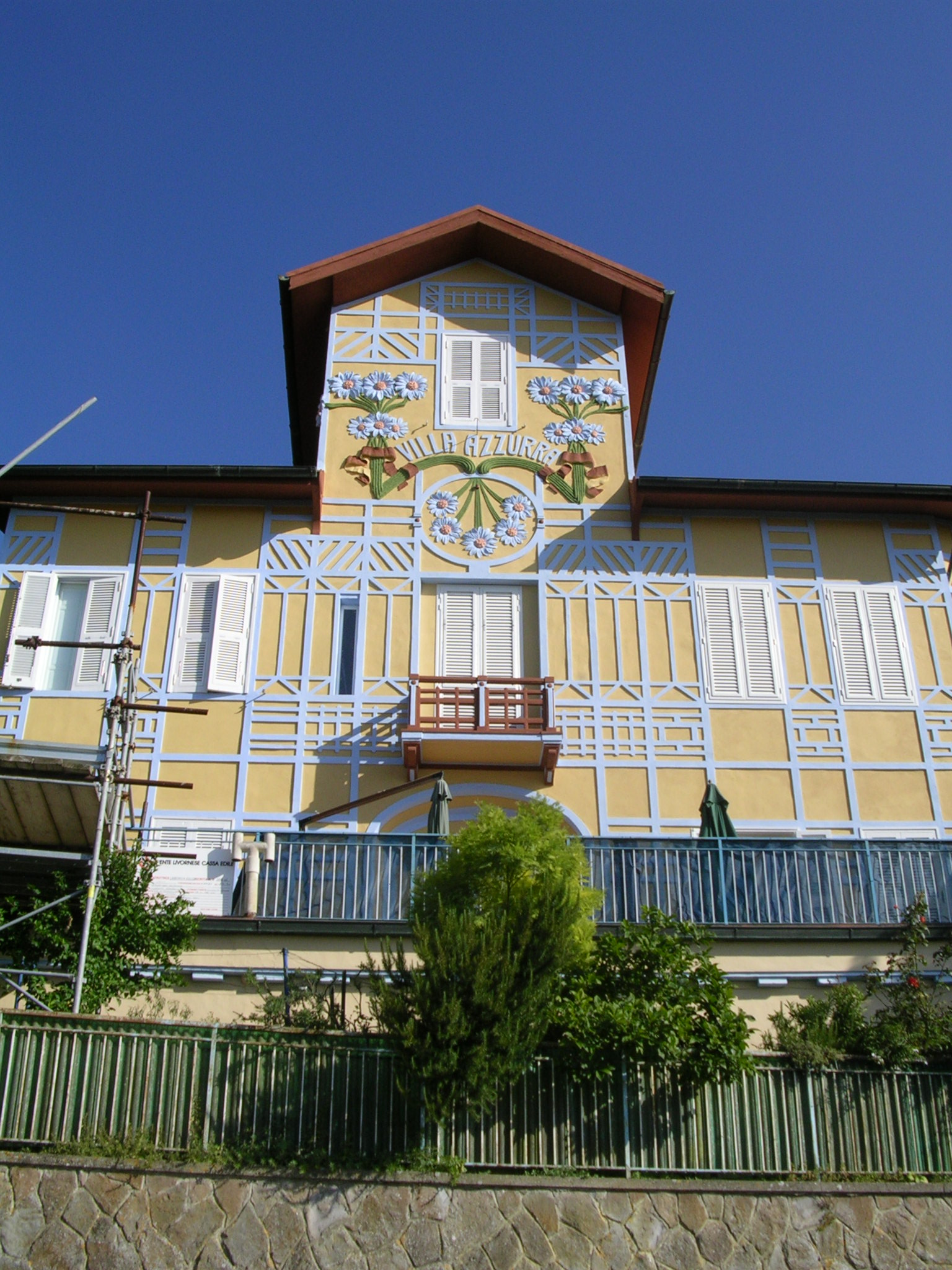
Villa Azzurra

- Villa Azzurra: fu realizzata nei primi anni del XX secolo nell'ottica di un più impegnativo progetto per la sistemazione del quartiere, poi solo parzialmente realizzato.
- Villa Cavalletti: si narra che questa villa, ubicata nei pressi della via del Castellaccio (località "Le Casine"), ospitò Carlo Goldoni, che qui scrisse "Le smanie per la villeggiatura".[20]
- Villa Calamai al Savolano: presso la via Numa Campi, fu eretta alla fine del XVIII; fu data alla Mensa vescovile, ma in gran parte distrutta durante l'ultima guerra.
- Villa del Buffone: è un edificio di origine medicea, che sorge sulla strada che da Ardenza porta a Montenero. Appartenne ai principi armeni Mirman Aructium. Nel 1813 vi soggiornò Ugo Foscolo.[21]
- Villa Castelli della Vinca: situata a Montenero Basso e posta lungo la strada intitolata alla omonima famiglia, la villa conserva ancora le caratteristiche di una residenza ottocentesca.[22]
- Villa Gower: nota come Castel d'Oreto o villa Pavolini, si trova presso il Castellaccio e fu costruita sui resti della duecentesca Torre delle Formiche. Nell'Ottocento appartenne alla famiglia Gower e successivamente passò a Rosolino Orlando. Oggi è stata frazionata in diversi appartamenti.[20]
- Villa Dupouy: detta anche Villa delle Rose o Villa Jermy, appartenne a diversi proprietari sin dal tardo Seicento. L'aspetto attuale risale alla fine del XVIII secolo. Nell'aprile del 1822 George Byron prese in affitto la villa per un periodo di sei settimane.
- Villa Falca: ubicata in via Byron, fu costruita dalla famiglia Falca alla fine del Settecento demolendo alcune torri che qui si trovavano.[23]
- Villa La Giorgia: risale alla fine del Seicento e, dopo essere appartenuta alla famiglia Rusca, fu acquistata dalla famiglia dei Franceschi Bicchierai, proprietaria inoltre del palazzo delle Colonne di marmo nel centro di Livorno.
- Villa Ruelle o Paneraj: si trova poco oltre la piazza delle Carrozze ed è una delle più originali costruzioni della zona, essendo ornata ai lati da due torrette sormontate da un belvedere. Le origini della dimora risalgono al XVIII secolo, come casa colonica, viene dapprima trasformata nel 1816 in una residenza signorile di villeggiatura, ma dopo il 1879 l'intera residenza fu ricostruita per volontà di Carlo Panerai, esponente di un'importante famiglia di farmacisti, noti per le famose pastiglie per la tosse. Le due torrette gemelle sono decorate da stucchi e finte maioliche colorate. La facciata, arricchita da un balcone centrale, si chiude alla sommità con un ricco ed elaborato frontone al cui centro si mostra l'arma araldica della famiglia. Il parco dietro la villa è arricchito da interessanti specie arboree di origine esotica.[24]
- Villa San Giorgio: è ubicata nei pressi di Villa Ombrosa ed è caratterizzata da torri angolari merlate. Risale alla metà dell'Ottocento; dal 1890 fino alla prima guerra mondiale fu sede di un collegio in cui insegnò anche Giovanni Pascoli.[25]
- Villa Schubart: nota anche come Villa Stoduti, appartenne al barone danese Herman Schubart, direttore generale degli affari commerciali danesi e norvegesi in Toscana, che visse qui con la moglie Elisa, di origine olandese. Furono mecenati di numerosi artisti connazionali, e qui alloggiò anche il celebre scultore Bertel Thorvaldsen. Anima di una piccola corte artistica fu la baronessa Elisa, donna colta e amante dell'arte, sempre pronta a rimediare i disastri economici del coniuge continuamente truffato e perseguitato dagli usurai. Con la sua morte nel 1814 a soli quarantasette anni, la villa e la vasta proprietà decaddero rapidamente in uno stato di abbandono. È ubicata in via della Lecceta.[26]
- Villa Scialhub: posta sul versante occidentale di via Byron, fu costruita all'inizio del Novecento su progetto di Carlo Frullani e su commissione del sacerdote greco Giuseppe Scialhub. Successivamente fu rimaneggiata e assunse le attuali forme in bilico tra eclettismo e Liberty. Fu anche proprietà di Antonio di Lorenzo, unico italiano deceduto nella strage terroristica di Mumbai del 26 novembre 2008.[27]
- Villa Von Berger: sorge sopra un altopiano di nome Campo al Lupo. Si tratta di un edificio in stile neogotico, con numerose torri. Oggi ospita un istituto religioso.

## Ville di Monterotondo e dintorni
Ville di Monterotondo e dintorni

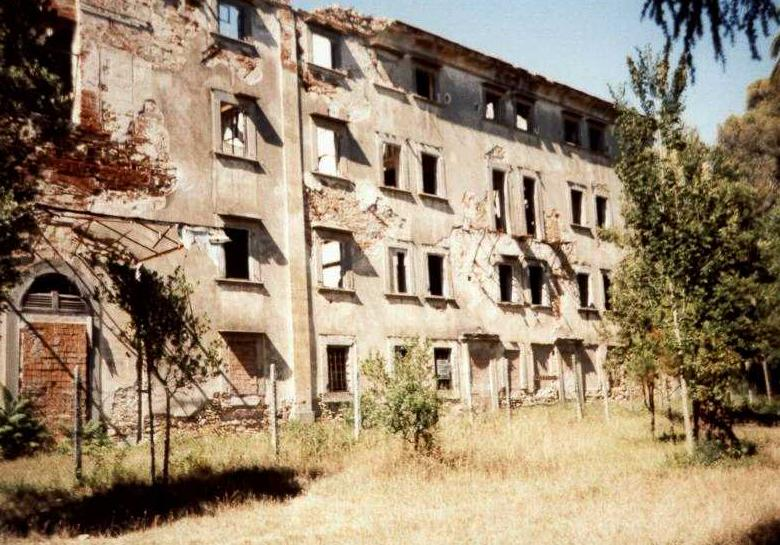
Villa Maurogordato

- Villa Bartolucci: detta anche Villa Sant'Alò, è situata in una posizione scenografica, lungo le pendici di Monte Rotondo. L'edificio è ornato da un caratteristico timpano ricurvo. Risale al XVIII secolo.
- Villa Chiappe: nota anche come Villa Bellavista, fu costruita dai fratelli Chiappe lungo la via Collinet nei primi anni dell'Ottocento. Oggi della storica dimora non resta quasi niente, poiché è stata ricostruita nel dopoguerra. Era dotata di due piccole cappelle (di cui di una è rimasta la sola facciata) disposte di fianco al viale d'accesso all'ingresso originario, in asse con il primo tratto della via Collinet.
- Villa Corridi: si estende in un lotto di terreno posto tra Salviano e Monterotondo. Appartenne all'imprenditore Gustavo Corridi, ma nel 1904 fu trasformata in un sanatorio, oggi dismesso.
- Villa Dupouy: nota anche come Villa Levi, si trova sulla cima del Monte Rotondo, gravemente danneggiata col passaggio del fronte bellico nel 1944,  oggi è in completa rovina e ne rimane solo il piano seminterrato. L'edificio, frutto di numerosi ampliamenti attuati all'inizio del Novecento, fu arricchito con un elegante pronao nel 1929.
- Villa Maurogordato: fu costruita alla fine del Settecento e nel 1847 passò alla famiglia Maurogordato, i quali abitarono la villa fino al 1938. Durante la seconda guerra mondiale fu sede degli uffici comunali ed infine fu venduta all'amministrazione provinciale. Oggi risulta completamente abbandonata.
- Villa Morazzana: fu costruita nel XIX secolo sui resti di una casa colonica e nel 1894 appartenne alla cantante lirica Gemma Bellincioni.
- Villa Rodocanacchi: nel XVII secolo qui esistevano alcuni edifici che appartenevano ai religiosi della Certosa di Pisa. Divenne poi proprietà della famiglia d'origine armena Scheriman, ma le modifiche maggiori si devono all'intervento ottocentesco dei Rodocanacchi.

## Ville di Quercianella e dintorni
Ville di Quercianella e dintorni

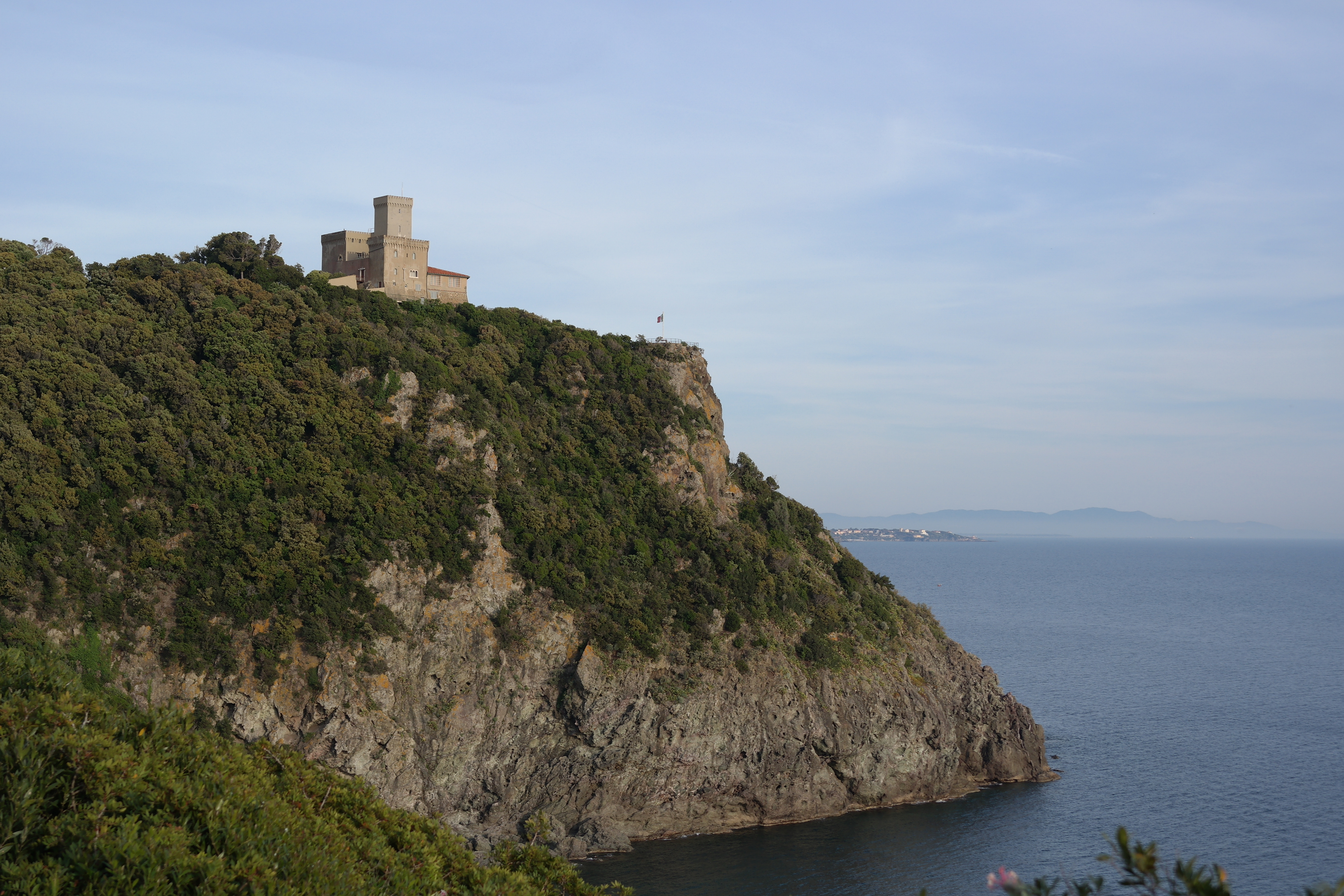
Castello Sonnino

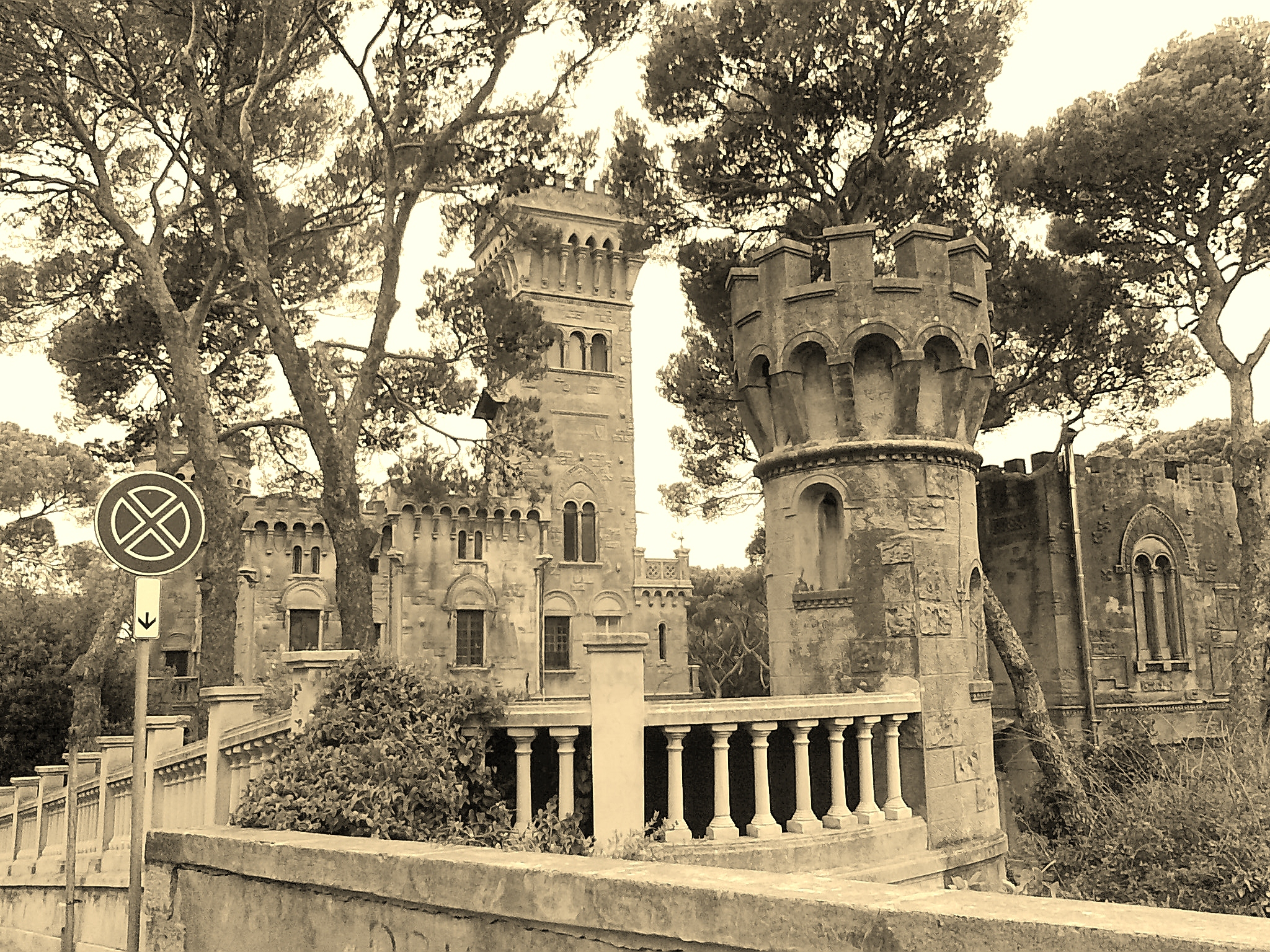
Villa Jana

- Castello Sonnino: fu voluto dal barone Sidney Sonnino alla fine dell'Ottocento e si trova su un promontorio presso l'abitato di Quercianella. Il nucleo originale però è molto più antico e in origine comprendeva una torre con un baluardo per l'artiglieria.
- Villa Jana: è una severa struttura in stile eclettico sormontata da uno svettante torrione merlato a pianta quadrata. Fu costruita con l'ampliamento, attuato nei primi decenni del Novecento, di un villino di dimensioni più piccole. Situata sotto il promontorio del Romito, è posta tra la Ferrovia Tirrenica ed il mare; in prossimità della riva, lungo la baia del Rogiolo, si innalza una piccola struttura neomedioevale, atta a rimessaggio delle imbarcazioni, che mette in comunicazione il parco con la spiaggia.
- Villa Pavolini: è una residenza settecentesca, posta lungo la strada litoranea che da Livorno conduce al centro di Quercianella. Appartenne anche alla famiglia Gower (infatti è nota anche come Villa Gower) e all'istituto delle suore Mantellate.

## Altre
- Villa di Limone: sorge su un edificio medioevale sulle prime alture intorno alla città. Caratterizzata da un'architettura possente e severa, ospitò il futuro Napoleone III.
- Villa Huigens: eretta intorno al 1707 dal ricco commerciante di Colonia Johann Anton Huigens, definito dai cronisti dell'epoca il "Creso livornese", presso la sommità della Valle Benedetta, era caratterizzata da un caratteristico portico centrale e dall'adiacente cappella con una cupola ottagonale ricoperta in piombo dedicata a Santa Lucia di cui tuttora esiste l'elegante altare in marmo di Portogallo. Huigens possedeva in città anche l'imponente palazzo in via Borra, adiacente al Palazzo delle Colonne di marmo dei Franceschi. La grande fattoria a fianco della cappella fu costruita dalla nuova proprietà, la famiglia Pellettier nel 1834 per la frangitura delle olive e la produzione di olio. Nella proprietà vi erano anche tre mulini a vento, posti sul crinale ed oggi in rovina, per la macinazione del grano, importanti punti di riferimento di tutti i portolani del XVIII e XIX secolo in uso alla navigazione nel mare antistante. La villa, nonostante i danni subìti dalla guerra è stata riportata al suo splendore grazie agli interventi di restauro dagli attuali proprietari.